# Комац, Андрей
Андрей Комац (словен. Andrej Komac; 4 декабря 1979, Шемпетер-при-Горице, СФРЮ) — словенский футболист, полузащитник. Выступал в сборной Словении.

## Клубная карьера
Свой первый профессиональный контракт подписал в 1997 году с клубом «Горица». Однако за весь сезон провёл лишь семь игр и через год перешёл в «Приморье». За «Приморье» Андрей выступал с 1998 по 2004 год, с перерывом в сезоне 2001/02, когда игрок выступал за «Олимпию» из Любляны. Всего в составе «Приморья» Комац провёл 118 матчей и забил 6 мячей. В 2004 году игрок вновь вернулся в «Горицу», за которую выступал до 2006 года. В составе «Горицы» Андрей дважды становился чемпионом Словении (в 2005 и 2006 годах). Зимой 2006 года Комац перешёл в португальский «Маритиму», однако сыграв за клуб лишь 7 матчей летом того же года подписал контракт с шведским «Юргорденом». За шведский клуб футболист выступал до лета 2009 года, когда перешёл в «Маккаби» из Тель-Авива. В марте 2012 года вернулся в «Горицу».

## Международная карьера
С 2000 по 2001 год выступал за молодёжную сборную и сыграл за неё 7 матчей. В национальной сборной дебютировал 18 августа 2004 года в товарищеском матче против команды Сербии и Черногории. Участник ЧМ 2010. Всего за сборную Словении провёл 43 матча.
| №  | Дата             | Оппонент             | Счёт | Голы Комаца | Соревнование                                      |
| 1  | 18 августа 2004  | Сербия и Черногория  | 1:1  | -           | Товарищеский матч                                 |
| 2  | 4 сентября 2004  | Молдова              | 3:0  | −           | Отборочный матч чемпионата мира по футболу 2006   |
| 3  | 8 сентября 2004  | Шотландия            | 0:0  | −           | Отборочный матч чемпионата мира по футболу 2006   |
| 4  | 9 октября 2004   | Италия               | 1:0  | −           | Отборочный матч чемпионата мира по футболу 2006   |
| 5  | 13 октября 2004  | Норвегия             | 0:3  | −           | Отборочный матч чемпионата мира по футболу 2006   |
| 6  | 17 ноября 2004   | Словакия             | 0:0  | −           | Товарищеский матч                                 |
| 7  | 9 февраля 2005   | Чехия                | 0:3  | -           | Товарищеский матч                                 |
| 8  | 26 марта 2005    | Германия             | 0:1  | −           | Товарищеский матч                                 |
| 9  | 3 марта 2005     | Беларусь             | 1:1  | −           | Отборочный матч чемпионата мира по футболу 2006   |
| 10 | 4 июня 2005      | Беларусь             | 1:1  | −           | Отборочный матч чемпионата мира по футболу 2006   |
| 11 | 1 августа 2005   | Уэльс                | 0:0  | -           | Товарищеский матч                                 |
| 12 | 3 сентября 2005  | Норвегия             | 2:3  | -           | Отборочный матч чемпионата мира по футболу 2006   |
| 13 | 8 октября 2005   | Италия               | 0:1  | −           | Отборочный матч чемпионата мира по футболу 2006   |
| 14 | 12 октября 2005  | Шотландия            | 0:3  | −           | Отборочный матч чемпионата мира по футболу 2006   |
| 15 | 28 февраля 2006  | Кипр                 | 1:0  | −           | Товарищеский матч                                 |
| 16 | 1 марта 2006     | Румыния              | 0:2  | −           | Товарищеский матч                                 |
| 17 | 31 мая 2006      | Тринидад и Тобаго    | 3:1  | −           | Товарищеский матч                                 |
| 18 | 4 июня 2006      | Кот-д’Ивуар          | 0:3  | −           | Товарищеский матч                                 |
| 19 | 15 августа 2006  | Израиль              | 1:1  | -           | Товарищеский матч                                 |
| 20 | 6 сентября 2006  | Болгария             | 0:3  | −           | Отборочный матч чемпионата Европы по футболу 2008 |
| 21 | 7 октября 2006   | Люксембург           | 2:0  | -           | Отборочный матч чемпионата Европы по футболу 2008 |
| 22 | 11 октября 2006  | Беларусь             | 2:4  | -           | Отборочный матч чемпионата Европы по футболу 2008 |
| 23 | 7 февраля 2007   | Эстония              | 1:0  | −           | Товарищеский матч                                 |
| 24 | 24 марта 2007    | Албании              | 0:0  | −           | Отборочный матч чемпионата Европы по футболу 2008 |
| 25 | 28 марта 2007    | Нидерланды           | 0:1  | −           | Отборочный матч чемпионата Европы по футболу 2008 |
| 26 | 2 июня 2007      | Румыния              | 1:2  | −           | Отборочный матч чемпионата Европы по футболу 2008 |
| 27 | 6 июня 2007      | Румыния              | 0:2  | −           | Отборочный матч чемпионата Европы по футболу 2008 |
| 28 | 8 сентября 2007  | Люксембург           | 3:0  | -           | Отборочный матч чемпионата Европы по футболу 2008 |
| 29 | 17 октября 2007  | Нидерланды           | 0:2  | −           | Отборочный матч чемпионата Европы по футболу 2008 |
| 30 | 21 ноября 2007   | Болгария             | 0:2  | −           | Отборочный матч чемпионата Европы по футболу 2008 |
| 31 | 20 августа 2008  | Хорватия             | 2:3  | −           | Товарищеский матч                                 |
| 32 | 6 сентября 2008  | Польша               | 1:1  | -           | Отборочный матч чемпионата мира по футболу 2010   |
| 33 | 10 сентября 2009 | Словакия             | 2:1  | -           | Отборочный матч чемпионата мира по футболу 2010   |
| 34 | 11 октября 2008  | Северная Ирландия    | 2:0  | −           | Отборочный матч чемпионата мира по футболу 2010   |
| 35 | 19 ноября 2008   | Босния и Герцеговина | 3:4  | −           | Товарищеский матч                                 |
| 36 | 11 февраля 2009  | Бельгия              | 0:2  | −           | Товарищеский матч                                 |
| 37 | 28 марта 2009    | Чехия                | 0:0  | −           | Отборочный матч чемпионата мира по футболу 2010   |
| 38 | 1 апреля 2009    | Северная Ирландия    | 0:1  | −           | Отборочный матч чемпионата мира по футболу 2010   |
| 39 | 5 сентября 2009  | Англия               | 1:2  | −           | Товарищеский матч                                 |
| 40 | 9 сентября 2009  | Польша               | 3:0  | -           | Отборочный матч чемпионата мира по футболу 2010   |
| 41 | 4 июня 2010      | Новая Зеландия       | 3:1  | −           | Товарищеский матч                                 |
| 42 | 13 июня 2010     | Алжир                | 1:0  | -           | Чемпионат мира по футболу 2010                    |
| 43 | 18 июня 2010     | США                  | 2:2  | -           | Чемпионат мира по футболу 2010                    |

Итого: 43 матча / 0 голов; 12 побед, 11 ничьих, 20 поражений.
(откорректировано по состоянию на 18 июня 2010)

## Достижения
«Горица»
- Чемпион Словении (2): 2004/05, 2005/06
- Финалист Кубка Словении (1): 2005